# Ischnoptera vilis
Ischnoptera vilis är en kackerlacksart som beskrevs av Henri Saussure 1869. Ischnoptera vilis ingår i släktet Ischnoptera och familjen småkackerlackor. Inga underarter finns listade i Catalogue of Life.